# Auf und davon (Lied)
Auf und davon ist ein Lied des deutschen Rappers Casper. Es erschien am 8. Juli 2011 als dritter Titel seines dritten Soloalbums XOXO.

## Entstehung

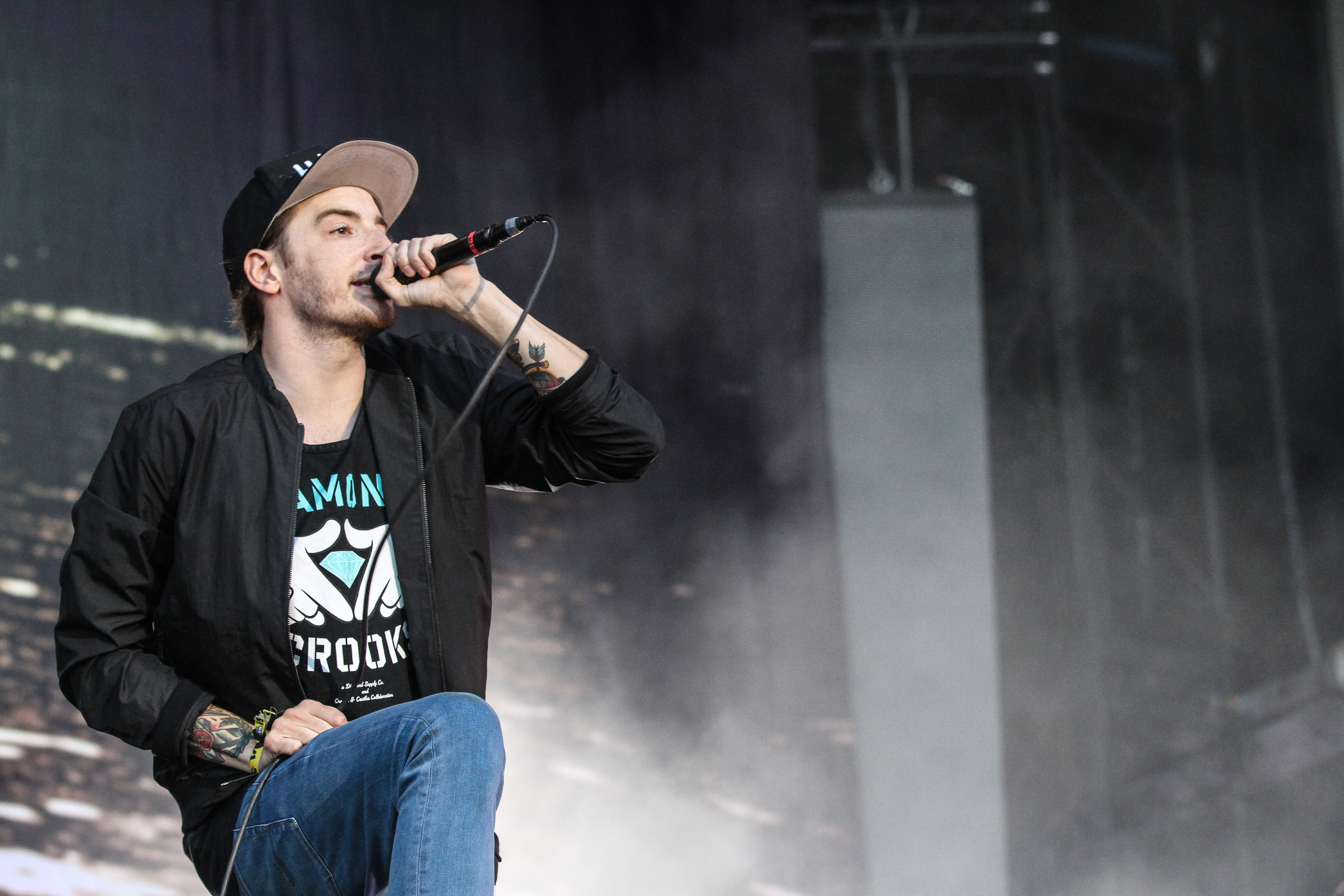
Casper

Geschrieben wurde das Lied von Melvin C. Riley und Benjamin Griffey (Casper). Komponiert wurde es von Daniel Schaub und Steffen Wilmking, letzterer war außerdem als Produzent tätig. Das Lied wurde in Zusammenarbeit mit Beatlefield Productions aufgenommen. Der Beat ist laut eigenen Angaben ein Sample der Arty-Farty-Chillwave-Band How To Dress Well.
Im Laufe der Entstehung seines Albums XOXO wurde explizit auf Klischee-Elemente aus Rap und Crossover verzichtet.

## Veröffentlichung
Das Lied wurde am 8. Juli 2011 über das Plattenlabel Four Music veröffentlicht. Es ist der dritte Titel seines dritten Soloalbums XOXO. Das offizielle Musikvideo wurde am 7. Dezember auf YouTube bereitgestellt. Zwei Tage später, am 9. Dezember, wurde die Auf und davon EP veröffentlicht. Diese erhielt außer der originalen Version des Liedes noch vier weitere Titel, darunter einen Remix mit Die Orsons, Prinz Pi, Felix Brummer, Timi Hendrix, MontanaMax, Olson und Chakuza.
Die Single erreichte in Deutschland Platz 42 der Charts.

## Inhalt
Der Liedtext zu Auf und davon ist in deutscher Sprache verfasst. Musikalisch bewegt sich das Lied im Bereich des Raps und der Popmusik. Casper thematisiert verschiedene Probleme im Leben, die Beziehung, Familie, Schule, Arbeit oder Freunde betreffen. Zudem werden in der ersten Strophe fehlende Abwechslung, Unerfülltheit und Verletzbarkeit angesprochen. Er ruft dazu auf, diese Herausforderungen hinter sich zu lassen, also Auf und davon zu sein.

## Rezeption
Das Lied erhielt, genauso wie das dazugehörige Album XOXO zahlreiche positive Resonanz. Ein Rezensent vom Hip-Hop-Portal rappers.in geht besonders auf die verwendeten Metaphern ein: „Sobald man anfängt zu erläutern, mit welcher Metaphorik der Interpret zum Beispiel auf Alaska ein Gefühlschaos zwischen Liebe, Unsicherheit, Einsamkeit und Sehnsucht beschreibt, so möchte man aber im gleichen Atemzug erwähnen, wie man bei Auf und davon mitfühlt, weil man sich selber schon mal gewünscht hat, einfach aus dem Alltagsstress rauszukommen.“
Lisa Wörner von der Laut.de-Redaktion schreibt: „Auch Tracks wie ‚XOXO‘ mit Thees Uhlmann, ‚Die Letzte Gang Der Stadt‘, ‚Auf Und Davon‘ oder ‚Michael X‘ erzählen, so persönlich sie ausfallen, Geschichten der Jugend einer ganzen Generation. Geschichten von Rotwein im Tetrapack, Aufbruch, Träumen und davon, ‚wo wir mit sechzehn dachten / Wo wir mit dreißig sind‘.“